# Казарма 368 км
Казарма 368 км — деревня в Смоленском районе Смоленской области России. Входит в состав Пригорского сельского поселения. Население — 5 жителей (2010 год).
Расположена в западной части области в 10 км к юго-востоку от Смоленска, в 6 км восточнее автодороги А141 Орёл — Витебск. В 1,5 км севернее деревни расположена железнодорожная станция Тычинино на линии Смоленск — Рославль. 

## История
В годы Великой Отечественной войны деревня была оккупирована гитлеровскими войсками в июле 1941 года, освобождена в сентябре 1943 года. 